# Phascolarctos
El gènere Phascolarctos consta de tres espècies, de les quals una (P. cinereus, el coala) encara sobreviu. L'espècie més grossa fou P. stirtoni i visqué a l'època del Plistocè. No se'n coneix molt sobre l'espècie P. maris.